# Бизенти
Бизенти (итал. Bisenti) је насеље у Италији у округу Терамо, региону Абруцо.
Према процени из 2011. у насељу је живело 577 становника. Насеље се налази на надморској висини од 291 м.

## Становништво
| 1931. | 1936. | 1951. | 1961. | 1971. | 1981. | 1991. | 2001. | 2011. |
| ----- | ----- | ----- | ----- | ----- | ----- | ----- | ----- | ----- |
| 4.041 | 4.450 | 4.769 | 4.247 | 3.685 | 2.964 | 2.511 | 2.205 | 2.069 |